# Pesca costeira

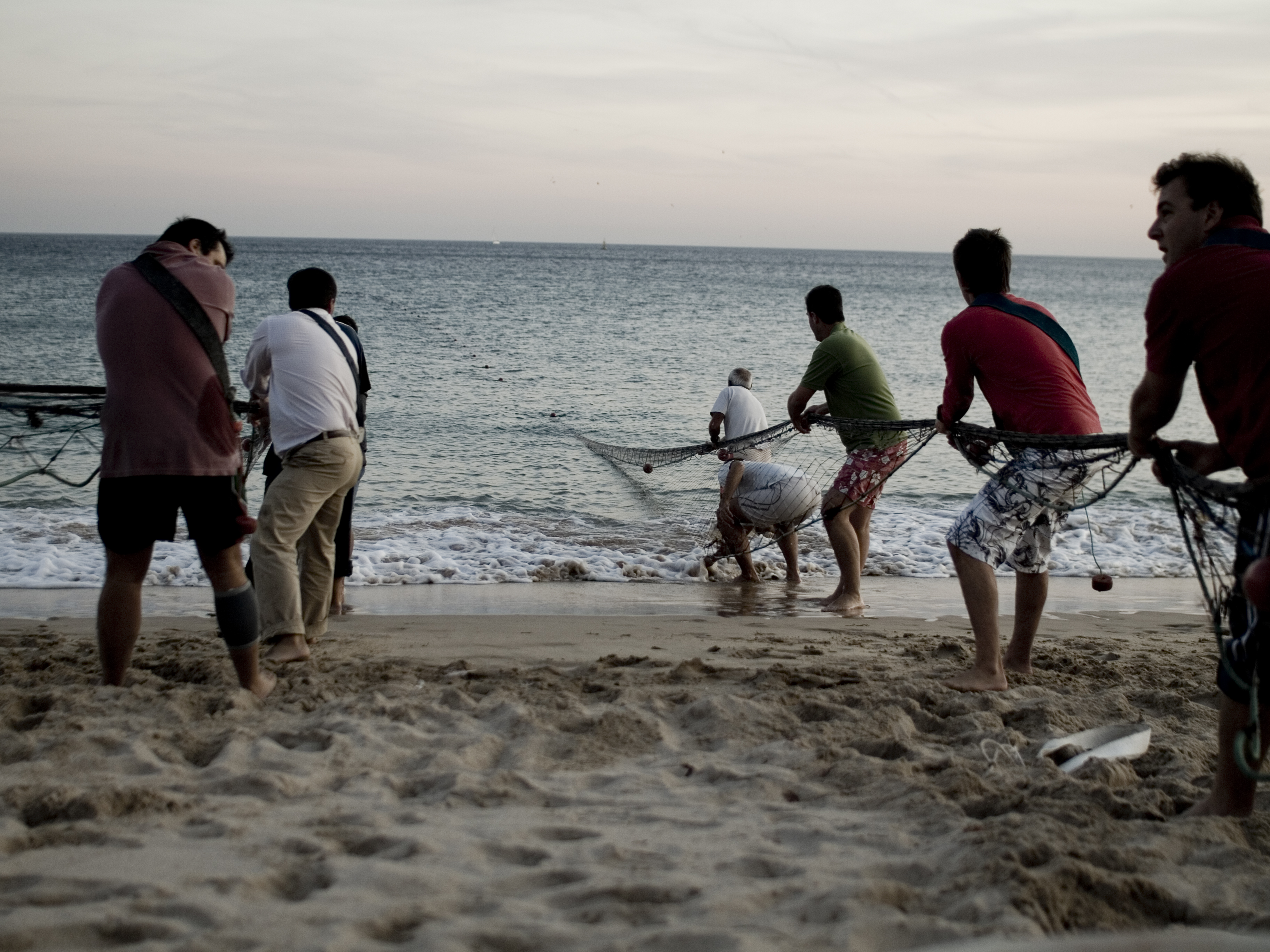
Pescadores de Sesimbra.

Pesca costeira é aquela que se pratica à vista da costa. Pode ser artesanal, comercial ou recreativa e geralmente é regulamentada segundo o tamanho das embarcações, as artes de pesca permitidas e, por vezes, as espécies ou quantidades que se podem explorar.
É uma atividade muito diversificada, utilizando arrasto, emalhe, cerco, linha e anzol e diferentes tipos de armadilhas.